# ルーカス・ベリッシモ・ダ・シルバ
ルーカス・ベリッシモ・ダ・シルバ（Lucas Veríssimo da Silva、1995年7月2日 - ）は、ブラジル・サンパウロ州出身のサッカー選手。プリメイラ・リーガ・SLベンフィカ所属。ポジションはディフェンダー。

## 経歴
サントスFCの下部組織出身で、2015年12月30日にトップチームに昇格する。当初はルイス・フェリペの後塵を拝するが、2017-18シーズンにフェリペが怪我で離脱したことからポジションを確立した。
2021年1月4日、SLベンフィカに移籍した。
2023年7月26日、SCコリンチャンス・パウリスタに期限付き移籍。
2024年1月25日、アル・ドゥハイルSCに移籍した。